# 마트료시카

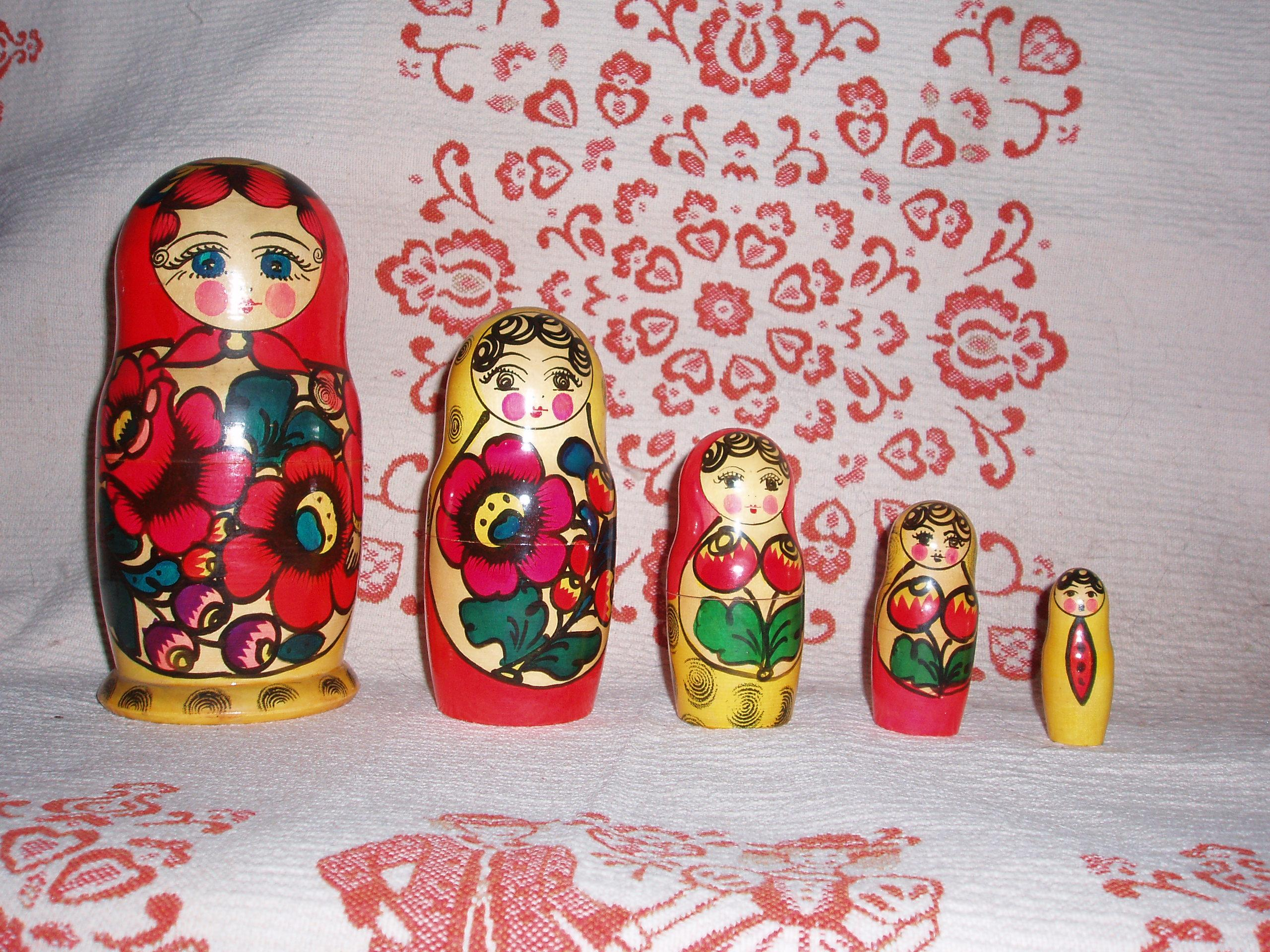
한 줄로 늘어선 마트료쉬카

마트료시카(러시아어: матрёшка)는 나무로 만든 러시아의 전통적인 인형이며 말 그대로 서로 먹고 먹히는 먹이 사슬을 연상시키는 인형이다. "마트료쉬카"는 러시아어 여자 이름인 "마트료나"(Матрёна)의 애칭이다.
인형 몸체 속에는 조금 작은 인형이 몇 개씩 여섯 개 정도 있다. 각각의 인형은 여자의 모습인데, 남자 대통령 등 남자 유명인의 모습도 있다. 
마트료쉬카가 러시아에서 처음 만들어진 것은 1890년이라고 알려지는데, 일본에서 나온 기념품에서 착안하였다고 한다. 1900년에 러시아 각지에서 다양한 마트료쉬카가 만들어지게 되면서 러시아 민속 공예품과 선물로 알려지게 되었다.

## 같이 보기
- 다루마
- 프랙탈
- 무한
- 재귀
- 러시아의 문화
- 자기유사성